# Tamara Radočaj
Tamara Radočaj (serb. Тамара Радочај; ur. 23 grudnia 1987 we Vršacu) – serbska koszykarka występująca na pozycji rozgrywającej, mistrzyni Europy, brązowa medalistka olimpijska.
18 lipca 2018 została zawodniczką Artego Bydgoszcz.

## Osiągnięcia
Stan na 27 września 2019, na podstawie, o ile nie zaznaczono inaczej.
Drużynowe
- Mistrzyni:
  - Ligi Adriatyckiej (2012, 2013)
  - Serbii (2005–2009, 2012, 2013)
- Wicemistrzyni
  - Serbii (2011)
  - Węgier (2016)[5]
- Zdobywczyni pucharu Serbii (2005–2010, 2013)
- Finalistka pucharu:
  - Serbii (2011)
  - Polski (2018)[6]

Indywidualne
(* – nagrody przyznane przez portal eurobasket.com)
- MVP:
  - sezonu ligi:
    - adriatyckiej (2012)
    - serbskiej (2009)*[7]

  - Final Four Ligi Adriatyckiej (2012)
  - finałów ligi serbskiej (2009, 2013)
- Najlepsza zawodniczka*:
  - krajowa ligi serbskiej (2009)[7]
  - występująca na pozycji obronnej ligi serbskiej (2009)[7]
- Zaliczona do*:
  - I składu:
    - ligi:
      - serbskiej (2009)[7]
      - węgierskiej (2015)[8]

    - zawodniczek krajowych ligi serbskiej (2009)[7]

  - II składu ligi:
    - serbskiej (2011)[9]
    - rosyjskiej (2017)[10]

  - składu honorable mention ligi:
    - serbskiej (2008, 2010)[11][12]
    - węgierskiej (2016)[5]

Reprezentacja
- Mistrzyni:
  - Europy (2015)
  - Europy U–18 (2005)
  - Europy U–16 (2003)
- Brązowa medalistka olimpijska (2016)
- Wicemistrzyni:
  - świata U–19 (2005)
  - Europy U–20 (2007)
- Uczestniczka mistrzostw:
  - świata (2014 – 8. miejsce)
  - Europy:
    - 2007 – 9. miejsce, 2009 – 13. miejsce, 2013 – 4. miejsce, 2015, 2017 – 11. miejsce
    - U–18 (2004 – 4. miejsce, 2005)